# Bram Stoker

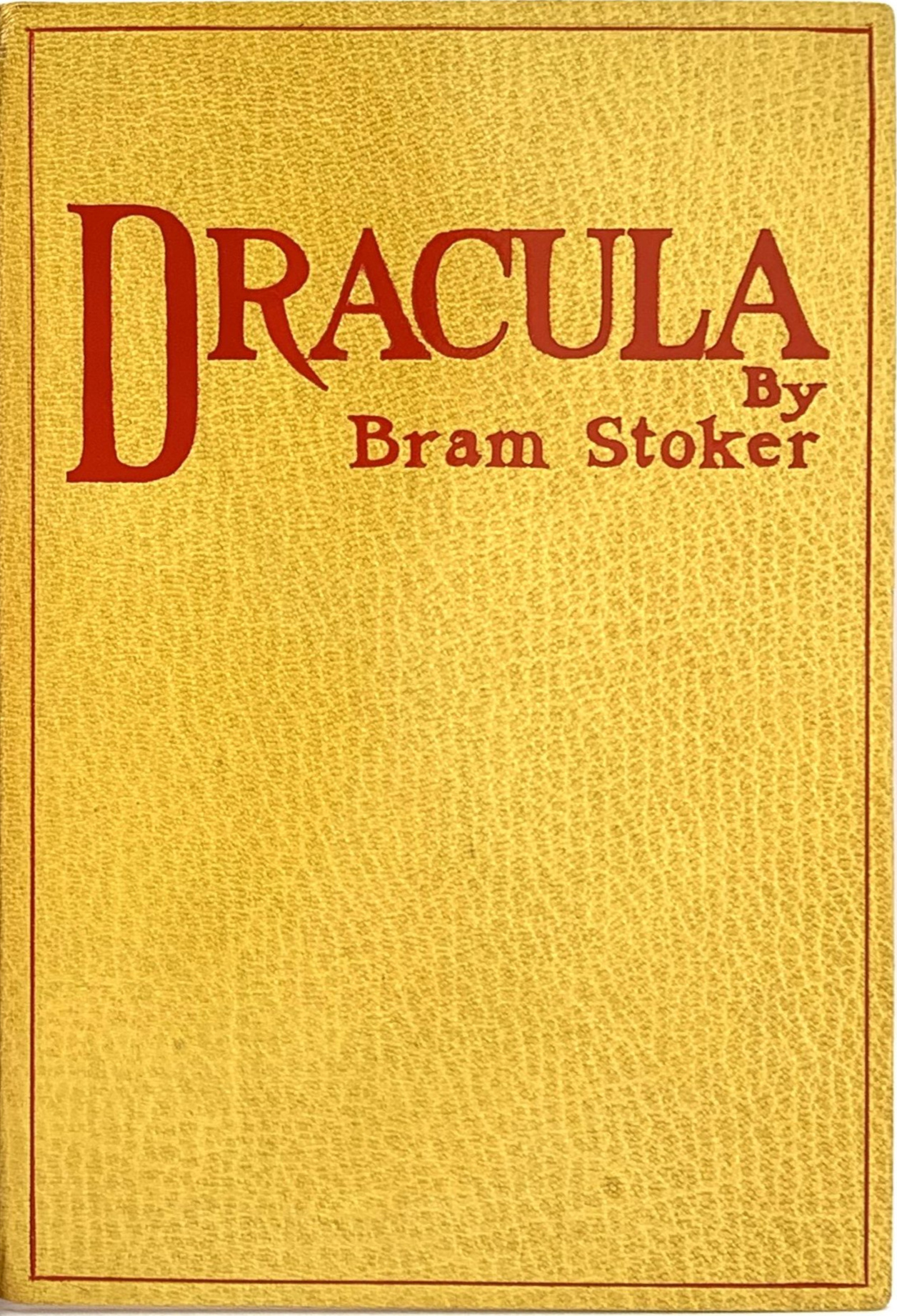
A Dracula első kiadású borítójának másolata

Abraham „Bram” Stoker (Dublin, 1847. november 8. – London, 1912. április 20.) ír író, a világ egyik legismertebb horrortörténetének, a Drakula gróf válogatott rémtetteinek (1897) szerzője.

## Élete
Abraham Stoker 1847-ben született Dublinban. Apja, William Stoker (1799–1876) a dublini vár tisztviselője volt, anyja, Charlotte Mathilda Blake Thornley (1818–1901) pedig a nők egyenjogúságáért küzdött. Hét testvér sorában a harmadik volt. Stoker saját bevallása szerint hétéves koráig ágyban fekvő beteg volt, bár hogy miben állt a betegsége, azt nem tudni. Szegénység közt nőtt fel egy olyan Írországban, amit még mindig kísértett az 1845-ös krumplivész. Szülei már kiskorában is sokra tartották az irodalmat és a könyveket. Abraham Stoker magántanuló volt.
1863-ban a dublini Trinity College-ba került. Ekkorra betegségéből már teljesen kigyógyult. Az energikus fiatalember 190 centire nőtt és 80 kilót nyomott. A Trinityben két új tárgyat talált rajongásához: a költészetet és a színművészetet. Az iskola elvégzése után apja nyomdokaiba lépett, de 1878-ban megvált állásától, hogy Henry Irving impresszáriója legyen. Nemcsak munkakapcsolat volt, hanem barátság. Irving ihlető volt, mentor és egyben egy ügy is, amelynek Stoker az életét szentelhette. 1875-ben jelent meg első sikeres irodalmi alkotása, A végzet lánca.
Stoker 1878-ban feleségül vette Florence Balcombe-ot, aki korábban Oscar Wilde kedvese volt. A házaspár Londonba költözött, ahol az író Irvings Lyceum Színházánál menedzserként tevékenykedett. Az Irving mellett folytatott munka eredményeképpen a londoni „High Society” tagjává vált. Londoni pályafutása alatt ismerkedett meg Sir Arthur Conan Doyle-lal és George Bernard Shaw-val. Irving amerikai turnéi lehetővé tették, hogy példaképével, Walt Whitmannel találkozzon. A színházi munka mellett jutott ideje az írásra is. Ezekben az években íródott a Pillantás Amerikára (1886), és két regény: A kígyó útja (1890), és a Watter’s Mou’ zátony (1895).
1890-ben az író találkozott Vámbéry Ármin magyar professzorral, aki először mesélt neki a havasalföldi uralkodó, III. Vlad Tepes Drăculea legendájáról. E karakter nyomán hat évi kutatómunkával alkotta meg Stoker a vámpír figuráját. Habár hihetetlen, de Stoker sosem járt Kelet-Európában. A regény a négy fal közti kutatómunka iskolapéldája. Sokáig gondolkozott a cselekményen. Többek közt a British Libraryben és a Whitby könyvtárban kutatott. 1897-ben megjelent a Drakula gróf válogatott rémtettei című regénye, mely osztatlan sikert aratott.
A Drakula – levélregény. A szereplők naplóbejegyzésein és egymásnak írt levelein keresztül bontakozik ki a cselekmény, a rémisztő történet, ilymódon Stoker sok oldaláról szemlélteti a cselekményt.
A Drakula után több művet is írt, többek közt regényeket és egy emlékezést Henry Irvingre, de ezek meg sem közelítették a Drakula sikerét.
Bram Stoker 1912-ben hunyt el Londonban. Egyes feltételezések szerint szifiliszben, míg más források szerint túlhajszolta magát a munkában.

## Művei

### Regények
- The Primrose Path (1875)
- The Snake’s Pass (1890)
- The Watter’s Mou’ (1895)
- The Shoulder of Shasta (1895)
- Dracula (1897)
- Miss Betty (1898)
- The Mystery of the Sea (1902)
- The Jewel of Seven Stars (1903)
- The Man (1905)
- Lady Athlyne (1908)
- The Lady of the Shroud (1909)
- The Lair of the White Worm (1911)
- Seven Golden Buttons (megírva 1891, posztumusz kiadás 2015)

### Magyarul
- Drakula : Harker Jonathan naplója. Budapesti Hírlap (1898)
- A fehér féreg fészke, ford. Gálvölgyi Judit, Metropolis könyvek, Budapest: Metropolis Media (2009). ISBN 978-963982829-2
- szerk.: Kiss Sándor: A végzet láncolata és újabb borzongató történetek, (szerk., ford., utószó Kiss Sándor), Máriabesnyő: Attraktor (2020)
- Drakula; előszó Elizabeth Kostova, ford. Sóvágó Katalin; Európa, Bp., 2022 (Kapszula könyvtár)

## Fordítás
- Ez a szócikk részben vagy egészben  a   Bram Stoker című angol Wikipédia-szócikk fordításán alapul.  Az eredeti cikk szerkesztőit annak laptörténete sorolja fel. Ez a jelzés csupán a megfogalmazás eredetét és a szerzői jogokat jelzi, nem szolgál a cikkben szereplő információk forrásmegjelöléseként.